# Christian Frémont
Christian Frémont (Campagnac-de-Belair, Dordonya, França, 23 d'abril de 1942 - París, 3 d'agost de 2014) fou el Representant Francès a Andorra de setembre de 2008 a maig del 2012, en nom del copríncep francès, Nicolas Sarkozy. Durant aquest període també actuava com a director del gabinet de la República Francesa.
| Càrrecs públics                 | Càrrecs públics                          | Càrrecs públics           |
| ------------------------------- | ---------------------------------------- | ------------------------- |
| Precedit per: Emmanuelle Mignon | Representant francès a Andorra 2008-2012 | Succeït per: Sylvie Hubac |